# バティスト・ジョーノー
バティスト・ジョーノー（Baptiste Jauneau、2003年11月17日 - ）は、フランスのラグビーユニオン選手。トップ14のクレルモンに所属している。

## 経歴
フランスのベアルン出身。
2021年12月4日、トップ14の2021-22シーズン第12節のビアリッツ戦において、クレルモンでプロデビューを果たした。
2022年・2023年、U20フランス代表としてU20シックス・ネーションズに出場。2023年にはワールドラグビーU20チャンピオンシップにも出場した。
2024年7月13日、フランス代表としてアルゼンチン代表戦に控えから出場し、初キャップを得た。